# سس چدار
سس چدار
سس چدار، سس پنیر چدار یا سس پنیر یک سس سنتی است که در آشپزی انگلیسی استفاده می‌شود. این سس بر پایه سس بشامل است که به عنوان یکی از سس‌های مادر شناخته می‌شود و پنیر چدار. می‌توان آن را معادل انگلیسی سس مورنی فرانسوی (خود نوعی از سس بشامل که به‌طور سنتی با نیمی از گرویر و نیمی پارمزان مخلوط می‌شود) مشاهده کرد. این سس با افزودن مقداری پنیر چدار به سس سفید تهیه می‌شود و سپس با استفاده از خردل انگلیسی، سس Worcestershire و فلفل در میان مواد دیگر چاشنی می‌شود.
می‌توان آن را هم به عنوان سس آماده و هم به صورت پودر در سوپرمارکت‌های بریتانیا خریداری کرد. در ایالات متحده، سس چدار تولید انبوه با نام تجاری Ragú عرضه می‌شود و به آن «سس چدار دوگانه» می‌گویند.

## موارد استفاده
سس چدار را می‌توان به روش‌های مختلفی از جمله ریختن روی گوشت، انواع پاستا، سبزیجات و حتی به صورت دیپ استفاده کرد. در تهیه انواع غذاهای بریتانیایی از جمله موارد زیر استفاده می‌شود:
- پای ماهی
- ماکارونی و پنیر[۴]
- پنیر گل کلم[۵]
- پارمو
- لازانیا